# David Darling
David Darling (Elkhart, Indiana; 3 de marzo de 1941-8 de enero de 2021) fue un violonchelista y compositor de new age y jazz contemporáneo, ganador de un Grammy en 2010. Ha tocado y grabado con artistas como Bobby McFerrin o Spyro Gyra, además de publicar diversos discos solo o con pequeños grupos.

## Historial
Comenzó estudiando el chelo a los diez años, continuando después el bachiller y el grado superior como profesor de música, en la Indiana State University. Tomó posesión como director del conjunto musical de Evansville (Indiana) en 1966, y en 1969 se incorporó al profesorado de la Western Kentucky University, enseñando educación musical y dirigiendo la orquesta del centro. Se incorporó al Paul Winter Consort en 1970, a la vez que entró igualmente a formar parte de la Orquesta Sinfónica de Nashville, permaneciendo con Winter hasta 1987, cuando deja el grupo para continuar su propia carrera profesional.
En 1986 Darling entra en Young Audiences, Inc., una organización que busca potenciar la educación musical y artística de los niños, mediante programas en la propia escuela. El mismo año, fundó Music for People, buscando incentivar la auto-expresividad en el lenguaje musical. Años después, en 2000, grabó una inusual colaboración con "The Wulu Bunum", un grupo de aborígenes taiwaneses.
Además de su trabajo como instrumentista, Darling ha escrito e interpretado diversas bandas sonoras, para directores como Wim Wenders (Bis ans Ende der Welt, 1991) Michael Mann (Heat, 1995) y el film de terror de 1988, Child's Play. La primera de ellas, la que alcanzó mayor popularidad, incluye obras de Graeme Revell, interpretadas por el propio Darling. Fue también uno de los varios músicos que aportaron composiciones para la obra de Jean-Luc Godard, Nouvelle Vague (1990), y para los largometrajes Eloge de L'Amour (2001) y Notre Music (2004).
En 2002, David fue nominado a un Grammy, por su álbum Cello Blue.

## Discografía

### Como líder
- Journal October (ECM, 1980)
- Cycles (ECM, 1981, con Jan Garbarek)
- Amber, 1987 (con Michael Jones)
- Homage, 1989 (con Peter Kater)
- Until the End of the World, 1991 (Banda sonora)
- Cello (ECM, 1992)
- Migration, 1992 (con Peter Kater)
- Eight String Religion, 1993
- Dark Wood, 1993
- Window Steps, 1996 (con Pierre Favre)
- 96 Years, 2000 (con Patrick Leonard}
- Musical Massage - Balance, 2000 (con el Adagio Ensemble)
- Musical Massage - In Tune, 2001 (con el Adagio Ensemble y John Marshall)
- Cello Blue, 2001 (Hearts of Space Records[3])
- River Notes, 2002 (con Barry López)
- Refuge, 2002 (con Terry Tempest Willimas)
- The Tao of Cello, 2003 (Valley Entertainment[4])
- Open Window, 2003 (con John Marshall)
- Prayer for Compassion, 2009
- Into the Deep: America, Whaling & The World Banda sonora, 2010 (Valley Entertainment[5])

### ConKetil Bjørnstad
- The Sea (ECM, 1994)
- The River (ECM, 1996)
- The Sea II (ECM, 2000)
- Epigraphs (ECM, 2000)

### ConTerje Rypdal
- Eos (ECM, 1984)
- Skywards (ECM, 1995)

### ConRalph Towner
- Old Friends, New Friends (ECM, 1979)

### ConSilvia Nakkach
- In Love and Longing (Sounds True, 2014)